# Сойон
Чон Сойон (кор. 전소연; нар. 26 серпня 1998, Сеул, Південна Корея) більш відома як Сойон, — південнокорейська співачка, реперка і авторка пісень. Популярність отримала завдяки участі у шоу Produce X 101 та Unpretty Rapstar (3 сезон). Лідерка K-pop гурту (G)I-DLE. Також озвучує персонажку League of Legends Акалі, яка є частиною віртуальних гуртів K/DA та True Damage.

## Біографія

### Раннє життя
Чон Сойон народилася 26 серпня 1998 у Сеулі, Південна Корея. У дитинстві вона вчилася вдома, пізніше відвідувала початкову школу Куренга. В цей час Сойон вивчала балет, брала участь у багатьох конкурсах та перемагала у них. Побачивши виступ корейської поп-групи Big Bang, Сойон пішла з балету, щоби продовжити музичну кар'єру. У початковій школі Сойон проходила до 30 прослуховувань, але жодного не пройшла.
Пізніше вирішила зайнятися репом. З того часу вона набралася сміливості і почала виступати на прослуховуваннях. Її помітили, і вона почала отримувати дзвінки з різних компаній. Оскільки напрямок їхньої музики відрізнявся від її власного, вона вирішила на якийсь час забути про свою мрію стати співачкою і знову зайнятися танцями, які їй подобалися в дитинстві. Саме тоді почалося її життя вуличної танцюристки.
Побачивши плакат про прослуховування 2014 CUBE Entertainment, вона вирішила ще раз пройти прослуховування і, нарешті, була прийнята в Інчхоні. Після проходження фінального раунду Сойон стала стажеркою у CUBE Entertainment.

### 2016-2017: Участь у Produce 101, Unpretty Rapstar і соло дебют
Вперше Сойон з'явилася на телебаченні, як представниця CUBE Entertainment у реаліті-шоу Produce X 101, де зі 101 трейні у фіналі мали сформувати тимчасову жіночу групу, що складається з 11 учасниць. Протягом усього конкурсу дівчина залишалася однією з найпопулярніших учасниць, але у фінальному епізоді посіла 20 місце, через що так і не дебютувала у складі I.O.I. У тому ж році Сойон взяла участь у 3 сезоні популярного телешоу Unpretty Rapstar де посіла третє місце, а також брала участь у записі спеціального альбому.
29 грудня 2016 року Сойон підписала контракт із Cube і почала свою кар’єру вже як сольна артистка. Майже через рік, 5 листопада 2017 року вийшов її перший цифровий сингл «Jelly».

### 2018-2021: Дебют в (G)I-DLE, колаборації та Windy
11 січня 2018 року було оголошено, що Сойон повторно дебютуватиме в новому гурті від CUBE Entertainment (G)I-DLE. У травні 2018 року вона дебютувала у новому жіночому гурті, зайнявши позиції лідерки та головної реперки.
Вона є авторкою тексту, музики та аранжування як для їхньої дебютної пісні «Latata», так і для їхньої другої пісні «Hann (Alone)», які були добре прийняті та комерційно успішні. Вона також зробила свій внесок у написанні п'яти пісень дебютного альбому (G)I-DLE I Am.
8 серпня було оголошено, що Сойон братиме участь у проекті під назвою Station Young for SM Station X 0 разом із Сильгі з Red Velvet, Чонха та Сінбі з GFriend. Вони випустили свою пісню «Wow Thing» 28 вересня 2018 року.
У лютому 2018 року, Сойон і Мійон звернулися до Riot Games для участі в проекті у співпраці з американськими співаками Джейрою Бйоннс і Медісон Бір у складі віртуальної групи під назвою K/DA для онлайн-ігри League of Legends. Сойон, Мійон, Бір та Бернс записали вокал для віртуальної групи, яка складається з нових версій персонажів League of Legends. K/DA офіційно дебютували з піснею «Pop/Stars» під час Чемпіонату світу 2018 League of Legends 3 листопада 2018 року. Офіційне музичне відео для Pop/Stars було випущено того ж дня, досягнувши 30 мільйонів переглядів на YouTube за п'ять днів, і 100 мільйонів за один місяць. Сингл посів перше місце у чарті Billboard World Digital Songs. Втілення K/DA персонажа Акалі, вокал якої виконувала Сойон, виявилося особливо популярним.
У березні 2019 року Сойон вибачилася за використання піратської версії німецької програми для створення музики Ni Kontakt. На своєму сайті фан-спільноти вона написала: «Я жалію, що використовувала нелегальну копію програми. Наскільки пам'ятаю, я використовувала її, коли вперше навчилася писати пісні. Я навіть не усвідомлювала, що не видалила програму. Але з того дня, як я серйозно почала писати, я використовувала лише авторизовані програми». Вибачення відбулися через кілька днів після того, як закулісне відео на YouTube про підготовку до другого мініальбому I Made, зняте агентством, показало значки незаконної копії програмного забезпечення на екрані ноутбука. Пізніше агентство видалило відео та вибачилося.
Чон знову озвучила Акалі у спільній хіп-хоп групі під назвою True Damage. Спільну роботу з Беккі Джі, Кеке Палмер, Thutmose та Duckwrth під назвою «Giants» було випущено у вигляді синглу разом з анімаційним музичним відео 10 листопада 2019 року. Пісня є багатомовним треком, виконаним переважно англійською мовою, зі словами іспанською та корейською. У той же день гурт виступив у фіналі чемпіонату світу з League of Legends 2019 у Парижі, Франція. Вдруге поспіль Сойон виступала на церемонії відкриття фіналу чемпіонату світу. «Giants» дебютував під п'ятнадцятим та дев'ятнадцятим номерами у чартах Billboard.

### Сойон у 2020 році
2020 року Сойон з'явилася на шоу від Mnet Do You Know Hip Hop. 28 лютого увійшла до списку молодих реперів, які почали співпрацювати з Double K та Nuck, виконавши «2020 Lion remix» Old & Young. У квітні I-dle випустили свій третій мініальбом I Trust. Всі пісні в альбомі, включаючи великий сингл «Oh My God», були написані Сойон і співавтором Yummy Tone. Пісня була випущена двома мовами: англійською та корейською. 22 липня Чон разом із репером Loopy брала участь у створенні треку DJ Hyo «Dessert». В інтерв'ю Melon DJ Hyo розповіла, що вона обрала Сойон, тому що «Вона багато в чому талановита, тому я хотіла попрацювати з нею разом». Торішнього серпня Сойон написала текст першому літньому синглу групи «Dumdi Dumdi» разом із Pop Time.
27 серпня вона знову озвучила персонажа Акалі у віртуальному музичному гурті K/DA для пісні «The Baddest» з вокалом Мійон з (G)I-DLE. Сойон взяла участь у продюсуванні сольної дебютної пісні Намджу з групи APink «Bird», що вийшла 7 вересня.
У січні 2021 року Сойон написала 4 з 6 пісень у мініальбомі I Burn, включаючи провідний сингл. Цього ж місяця Чон з'явилася на Face ID, оригінальному розважальному шоу KakaoTV, яке розкриває повсякденний спосіб життя знаменитостей через їхні телефони. Шоу виходило в ефір щопонеділка протягом трьох тижнів, починаючи з 25 січня. В епізодах вона розповіла про процес виробництва багатьох своїх відомих пісень, повсякденне життя з учасницями (G)I-DLE, 1600 демо-пісень та закулісне відео з моменту підготовки I Burn до дня їх повернення.
21 травня стало відомо, що Сойон випустить сольний альбом. 16 червня CUBE Entertainment оголосили, що перший мініальбом Windy вийде 5 липня, а «Beam Beam» стане провідним синглом.

## Дискографія

#### Мініальбоми
- Windy (2021)

## Фільмографія
- Produce 101 (Mnet, 2016)
- Unpretty Rapstar 3 (Mnet, 2016)
- Do You Know Hip (KakaoTV, 2020)
- Face ID (KakaoTV, 2021)

## Нагороди і номінації
| Нагорода                        | Рік  | Категорія                       | Номінант / Робота         | Результат    | Прим.  |
| ------------------------------- | ---- | ------------------------------- | ------------------------- | ------------ | ------ |
| APAN Music Awards               | 2020 | Best All-rounder                | Чон Сойон                 | Номінація    | [ 13 ] |
| Asian Pop Music Awards          | 2021 | Best Lyricist (Overseas)        | «Hwaa»                    | В очікуванні | [ 15 ] |
| Game Audio Network Guild Awards | 2020 | Best Original Song              | «Giants» (as True Damage) | Перемога     | [ 16 ] |
| Hallyu Hip-hop Culture Awards   | 2017 | Popularity Award                | Чон Сойон                 | Перемога     | [ 17 ] |
| Korea First Brand Awards        | 2022 | Female Solo (Rising Star) Award | Чон Сойон                 | В очікуванні | [ 19 ] |
| MBC Entertainment Awards        | 2021 | Rookie Award                    | «My Teenage Girl»         | Номінація    | [ 20 ] |
| MBC Entertainment Awards        | 2021 | Special Award                   | «My Teenage Girl»         | Перемога     | [ 21 ] |